# Creemore (Ontario)
Pour les articles homonymes, voir Creemore.
Creemore est une ville du comté de Simcoe en Ontario au Canada, à environ 130 km au nord de Toronto.
L'explorateur français Samuel de Champlain a visité la région en 1616.
Le siège de la brasserie Creemore Springs se trouve dans la ville.